# Борьба с антисемитизмом во Франции в XXI веке
Борьба с антисемитизмом в современной Франции является частью её государственной политики. Помимо государства, борьбой с антисемитизмом во Франции также занимаются некоммерческие и правозащитные организации. Имеют место и частные инициативы, связанные с прямым действием.

## Государственные органы
Франция борется с антисемитизмом путём:
- Разработки соответствующей государственной политики[2][3];
- Создания и внедрения образовательных программ[4];
- Запрета антисемитских организаций[4], телеканалов[5][6] и сайтов[6];
- Уголовного преследования за антисемитскую деятельность как рядовых граждан[4][2][7][8], так и лидеров экстремистских групп (например, Кеми Себа[9]) и политиков (например, Алена Сораля[10][11]).

## Некоммерческие организации
Огромную роль в борьбе с антисемитизмом во Франции играют еврейские и антидискриминационные некоммерческие организации, в том числе:
- Представительный совет еврейских учреждений Франции (фр. Conseil représentatif des institutions juives de France, сокр. CRIF) — созданная в 1944 г. зонтичная организация для групп, представляющих интересы французских евреев[12].
- Международная лига по борьбе с расизмом и антисемитизмом (фр. Ligue internationale contre le racisme et l’antisémitisme, сокр. LICRA) — основанная в 1927 г. общественная организация, выступающая против расизма, антисемитизма, неонацизма, отрицания Холокоста и ксенофобии[13].
- Национальное бюро бдительности против антисемитизма (фр. Bureau national de vigilance contre l’antisémitisme, сокр. BNVCA) — французская некоммерческая организация по борьбе с антисемитизмом, основанная 19 июля 2010 года бывшим комиссаром полиции Сами Гозланом[14].

## Вигилантизм и Лига защиты евреев
Одним из ответов на антисемитизм во Франции, часто связанный с физическими нападениями, стал интерес части евреев к боевым искусствам и объединение в группы самообороны, сконцентрированные на «прямом действии». Так возникла французская Лига защиты евреев (LDJ), зарегистрированная в 2001 г. и иногда описывавшаяся критиками как ответвление американской лиги защиты евреев (основанной в 1968 г. радикальным раввином Меиром Кахане и признанной в США «внутренней террористической группой»).
LDJ, насчитывавшая в 2013 г. около 300 членов, известна насильственными акциями против лиц, которых считает антисемитами. Представительный совет еврейских учреждений Франции отрицал заявления о том, что LDJ выступает его «вооружённым крылом», и иногда критиковал группу, в то же время называя «гротескным» уподобление её террористам.